# IIHF Continental Cup 2005/06
Der IIHF Continental Cup 2005/06 war die neunte Austragung des von der Internationalen Eishockey-Föderation IIHF ausgetragenen Wettbewerbs. Am vom 23. September 2005 bis 15. Januar 2006 ausgetragenen Turnier nahmen 21 Mannschaften aus 21 Ländern teil. Die Finalrunde wurde vom 13. bis 15. Januar 2006 im ungarischen Székesfehérvár ausgetragen.
Drei Finalrundenteilnehmer waren gesetzt, der Gastgeber Alba Volán Székesfehérvár sowie die ZSC Lions Zürich aus der Schweiz und der HK Lada Toljatti aus Russland, als Vertreter der am höchsten platzierten Länder nach der IIHF-Weltrangliste 2005, die für das Turnier gemeldet hatten. Der weitere Finalteilnehmer wurden in drei Qualifikationsrunden ermittelt.

## Qualifikation

### Erste Runde
Die Spiele der ersten Runde fanden vom 23. bis zum 25. September 2005 statt. Als Austragungsort für die Gruppe A fungierte die rumänische Hauptstadt Bukarest und in Ankara wurden die Spiele der Gruppe B ausgetragen. Von den acht gemeldeten Mannschaften nahm jedoch eine nicht am Wettbewerb teil, die daraufhin durch eine außer Konkurrenz spielende Mannschaft ersetzt wurde.

#### Gruppe A
In der Gruppe A verzichtete der estnische Vertreter HK Stars Tallinn auf einen Start im Wettbewerb. Um den Ausfall zu kompensieren, engagierten die Verantwortlichen die rumänische Mannschaft von CS Progym Gheorgheni für das Turnier. Die Spiele Gheorghenis gingen jedoch nicht in die Turnierwertung ein.
Letztlich setzte sich der Turniergastgeber Steaua Bukarest gegen die beiden verbliebenen Mitstreiter durch und qualifizierte sich für die zweite Runde. Nachdem Steaua am zweiten Turniertag bereits den zweiten Sieg eingefahren hatte und sicher qualifiziert war, reiste der kroatische Vertreter KHL Medveščak Zagreb noch vor dem abschließenden Spiel aus Bukarest ab. Das ohnehin nicht in die Wertung eingehende Spiel gegen Gheorgheni wurde daher mit 0:5 Toren gegen Zagreb gewertet.
Erschwert wurden die Turnierspiele durch die schlechten Eisbedingungen, da eine Woche vor Beginn ein neuer Kompressor installiert werden musste und den Verantwortlichen somit die Zeit fehlte, die Eisfläche entsprechend vorzubereiten.
| 23. September 2005 | KHL Medveščak Zagreb | 5:1 (-:-, -:-, -:-)                  | HK Roter Stern Belgrad | Mihai-Flamaropol-Arena, Bukarest Zuschauer: |
| 23. September 2005 | Steaua Bukarest      | 1:2 n. P.* (1:0, 0:1, 0:0, 0:0, 0:1) | CS Progym Gheorgheni   | Mihai-Flamaropol-Arena, Bukarest Zuschauer: |
| 24. September 2005 | CS Progym Gheorgheni | 6:3* (1:1, 2:2, 3:0)                 | HK Roter Stern Belgrad | Mihai-Flamaropol-Arena, Bukarest Zuschauer: |
| 24. September 2005 | Steaua Bukarest      | 5:2 (2:1, 1:1, 2:0)                  | KHL Medveščak Zagreb   | Mihai-Flamaropol-Arena, Bukarest Zuschauer: |
| 25. September 2005 | CS Progym Gheorgheni | 5:0* (Wertung)                       | KHL Medveščak Zagreb   | Mihai-Flamaropol-Arena, Bukarest Zuschauer: |
| 25. September 2005 | Steaua Bukarest      | 8:3 (2:2, 1:0, 5:1)                  | HK Roter Stern Belgrad | Mihai-Flamaropol-Arena, Bukarest Zuschauer: |

| Pl. |                        | Sp | S | U | N | Tore  | Punkte |
| 1.  | Steaua Bukarest        | 2  | 2 | 0 | 0 | 13:05 | 4      |
| 2.  | KHL Medveščak Zagreb   | 2  | 1 | 0 | 1 | 07:06 | 2      |
| 3.  | HK Roter Stern Belgrad | 2  | 0 | 0 | 2 | 04:13 | 0      |
| 4.  | CS Progym Gheorgheni   | –  | – | – | – | 0–:0– | –      |

#### Gruppe B
Die in Ankara ausgetragene Gruppe B sah den spanischen Klub CH Jaca die zweite Runde erreichen. Erst im letzten Gruppenspiel gegen den Gastgeber Polis Akademisi Ankara sicherten sie sich den Gruppensieg. Dieser hatte sich im Turnierverlauf mit der heimischen Kulisse im Rücken und einem kanadischen Gastspieler im Tor beachtlich geschlagen.
Für ein Kuriosum sorgte die Mannschaft Hapoel Amos Lod aus Israel. Da die Vereinsführung Flugtickets von Istanbul aus zurück in die Heimat gebucht hatte, benötigte die Mannschaft eine sechsstündige Autofahrt für den Transfer von Ankara dorthin. Daher konnten sie nicht zum letzten Gruppenspiel gegen den HK Slawia Sofia antreten. Das Spiel wurde mit 5:0 Toren und zwei Punkten für Sofia gewertet.
| 23. September 2005 | CH Jaca                | 5:2 (2:0, 1:0, 2:2)  | HK Slawia Sofia        | Bel-Pa Eishalle, Ankara Zuschauer: |
| 23. September 2005 | Polis Akademisi Ankara | 12:1 (-:-, -:-, -:-) | Hapoel Amos Lod        | Bel-Pa Eishalle, Ankara Zuschauer: |
| 24. September 2005 | Hapoel Amos Lod        | 2:13 (-:-, -:-, -:-) | CH Jaca                | Bel-Pa Eishalle, Ankara Zuschauer: |
| 24. September 2005 | HK Slawia Sofia        | 3:5 (1:1, 1:0, 1:4)  | Polis Akademisi Ankara | Bel-Pa Eishalle, Ankara Zuschauer: |
| 25. September 2005 | Hapoel Amos Lod        | 0:5 (Wertung)        | HK Slawia Sofia        | Bel-Pa Eishalle, Ankara Zuschauer: |
| 25. September 2005 | Polis Akademisi Ankara | 4:7 (-:-, -:-, -:-)  | CH Jaca                | Bel-Pa Eishalle, Ankara Zuschauer: |

| Pl. |                        | Sp | S | U | N | Tore  | Punkte |
| 1.  | CH Jaca                | 3  | 3 | 0 | 0 | 25:08 | 6      |
| 2.  | Polis Akademisi Ankara | 3  | 2 | 0 | 1 | 21:11 | 4      |
| 3.  | HK Slawia Sofia        | 3  | 1 | 0 | 2 | 10:10 | 2      |
| 4.  | Hapoel Amos Lod        | 3  | 0 | 0 | 3 | 03:30 | 0      |

### Zweite Runde
Die zweite Runde des Continental Cups wurde vom 14. bis 16. Oktober 2005 in drei Gruppen ausgespielt. Die Spiele der Gruppe C fanden im litauischen Elektrėnai statt, die Spiele der Gruppe D im französischen Grenoble sowie die Begegnungen der Gruppe E im belarussischen Minsk.
Der Sieger der Gruppe A, Steaua Bukarest, qualifizierte sich zur Teilnahme in der Gruppe F, während der Club Hielo Jaca an der Austragung der Gruppe E teilnahm.

#### Gruppe C
Die in Elektrėnai ausgespielte Gruppe C sah den HK Riga 2000 die dritte Runde erreichen. Sie konnten sämtliche Spiele gewinnen und schafften souverän den Sprung in die Gruppe F der dritten Runde. Bereits im ersten Turnierspiel konnten sie den späteren Gruppenzweiten GKS Tychy klar mit 7:2 besiegen. Gegen den Qualifikanten Steaua Bukarest und Gastgeber SC Energija Elektrėnai folgten ebenfalls hohe Siege, wodurch die Mannschaft das Turnier mit einem Torverhältnis von 27:6 beendete.
| 14. Oktober 2005 | GKS Tychy              | 2:7 (1:1, 1:3, 0:3)  | HK Riga 2000    | Ledo Rumai, Elektrėnai Zuschauer: |
| 14. Oktober 2005 | SC Energija Elektrėnai | 3:4 (1:1, 1:1, 1:2)  | Steaua Bukarest | Ledo Rumai, Elektrėnai Zuschauer: |
| 15. Oktober 2005 | HK Riga 2000           | 10:4 (4:2, 3:0, 3:2) | Steaua Bukarest | Ledo Rumai, Elektrėnai Zuschauer: |
| 15. Oktober 2005 | SC Energija Elektrėnai | 2:9 (1:3, 1:3, 0:3)  | GKS Tychy       | Ledo Rumai, Elektrėnai Zuschauer: |
| 16. Oktober 2005 | Steaua Bukarest        | 4:4 (2:1, 0:1, 2:2)  | GKS Tychy       | Ledo Rumai, Elektrėnai Zuschauer: |
| 16. Oktober 2005 | SC Energija Elektrėnai | 0:10 (0:2, 0:4, 0:4) | HK Riga 2000    | Ledo Rumai, Elektrėnai Zuschauer: |

| Pl. |                        | Sp | S | U | N | Tore  | Punkte |
| 1.  | HK Riga 2000           | 3  | 3 | 0 | 0 | 27:06 | 6      |
| 2.  | GKS Tychy              | 3  | 1 | 1 | 1 | 15:13 | 3      |
| 3.  | Steaua Bukarest        | 3  | 1 | 1 | 1 | 12:17 | 3      |
| 4.  | SC Energija Elektrėnai | 3  | 0 | 0 | 3 | 05:23 | 0      |

#### Gruppe D
Das Turnier der Gruppe D gewann der gastgebende französische Klub Brûleurs de Loups de Grenoble. In einer denkbar engen Gruppe, in der drei der sechs Spiele mit einem Unentschieden endeten, sammelten sie fünf von sechs möglichen Punkten. Nachdem am ersten Turniertag sämtliche Partien ohne Sieger beendet worden waren, gewann die Coventry Blaze und der Gastgeber am zweiten Spieltag ihre jeweiligen Partien. Somit trafen am Schlusstag die beiden Erstplatzierten der Gruppe aufeinander, wo sich Grenoble mit einem 2:0-Sieg das Ticket für die dritte Runde sicherte.
Insgesamt besuchten 12.223 Zuschauer die sechs Turnierspiele.
| 14. Oktober 2005 16:00 Uhr | Herning IK                 | 2:2 (1:1, 1:0, 0:1) | Coventry Blaze           | Pôle Sud, Grenoble Zuschauer: 771   |
| 14. Oktober 2005 20:00 Uhr | Brûl. de Loups de Grenoble | 2:2 (1:1, 0:0, 1:1) | Amstel Tijgers Amsterdam | Pôle Sud, Grenoble Zuschauer: 2.722 |
| 15. Oktober 2005 16:00 Uhr | Coventry Blaze             | 5:4 (4:0, 1:4, 0:0) | Amstel Tijgers Amsterdam | Pôle Sud, Grenoble Zuschauer: 1.346 |
| 15. Oktober 2005 20:00 Uhr | Brûl. de Loups de Grenoble | 3:1 (2:0, 1:1, 0:0) | Herning IK               | Pôle Sud, Grenoble Zuschauer: 3.500 |
| 16. Oktober 2005 14:00 Uhr | Herning IK                 | 3:3 (1:0, 1:3, 1:0) | Amstel Tijgers Amsterdam | Pôle Sud, Grenoble Zuschauer: 1.067 |
| 16. Oktober 2005 20:00 Uhr | Brûl. de Loups de Grenoble | 2:0 (0:0, 2:0, 0:0) | Coventry Blaze           | Pôle Sud, Grenoble Zuschauer: 2.817 |

| Pl. |                               | Sp | S | U | N | Tore  | Punkte |
| 1.  | Brûleurs de Loups de Grenoble | 3  | 2 | 1 | 0 | 07:03 | 5      |
| 2.  | Coventry Blaze                | 3  | 1 | 1 | 1 | 07:08 | 3      |
| 3.  | Amstel Tijgers Amsterdam      | 3  | 0 | 2 | 1 | 09:10 | 2      |
| 4.  | Herning IK                    | 3  | 0 | 2 | 1 | 06:08 | 2      |

#### Gruppe E
Den dritten freien Platz in der dritten Qualifikationsrunde konnte sich der belarussische Vertreter HK Junost Minsk sichern. Minsk siegte in eigener Halle bereits am ersten Spieltag mit 4:0 gegen Kaszink-Torpedo Ust-Kamenogorsk und untermauerte damit den Anspruch auf den Einzug in die dritte Runde. Mit dem gleichen Ergebnis endete auch die Begegnung zwischen dem HK Sokol Kiew und Qualifikant Club Hielo Jaca. Da Minsk auch am zweiten Tag siegreich aus der Partie gegen Jaca hervorging und Ust-Kamenogorsk Kiew besiegte, benötigte Minsk aus dem abschließenden Duell gegen Kiew lediglich einen Zähler. Durch einen knappen 2:1-Sieg behaupteten sie jedoch die Spitzenposition. Als chancenlos erwies sich die Mannschaft aus Jaca im Turnierverlauf. Bei den drei deutlichen Niederlagen gelang ihnen kein einziges Tor.
Insgesamt besuchten 8.600 Zuschauer die sechs Turnierspiele.
| 14. Oktober 2005 15:30 Uhr | Club Hielo Jaca            | 0:4 (0:1, 0:3, 0:0)  | HK Sokol Kiew              | Sportpalast, Minsk Zuschauer: 1.600 |
| 14. Oktober 2005 19:30 Uhr | HK Junost Minsk            | 4:0 (0:0, 3:0, 1:0)  | Kas.-Torp. Ust-Kamenogorsk | Sportpalast, Minsk Zuschauer: 2.700 |
| 15. Oktober 2005 15:30 Uhr | HK Sokol Kiew              | 1:3 (1:0, 0:2, 0:1)  | Kas.-Torp. Ust-Kamenogorsk | Sportpalast, Minsk Zuschauer: 800   |
| 15. Oktober 2005 19:00 Uhr | HK Junost Minsk            | 8:0 (3:0, 3:0, 2:0)  | Club Hielo Jaca            | Sportpalast, Minsk Zuschauer: 1.100 |
| 16. Oktober 2005 15:00 Uhr | Kas.-Torp. Ust-Kamenogorsk | 10:0 (6:0, 1:0, 3:0) | Club Hielo Jaca            | Sportpalast, Minsk Zuschauer: 500   |
| 16. Oktober 2005 19:00 Uhr | HK Junost Minsk            | 2:1 (0:0, 1:0, 1:1)  | HK Sokol Kiew              | Sportpalast, Minsk Zuschauer: 1.900 |

| Pl. |                                 | Sp | S | U | N | Tore  | Punkte |
| 1.  | HK Junost Minsk                 | 3  | 3 | 0 | 0 | 14:01 | 6      |
| 2.  | Kaszink-Torpedo Ust-Kamenogorsk | 3  | 2 | 0 | 1 | 13:05 | 4      |
| 3.  | HK Sokol Kiew                   | 3  | 1 | 0 | 2 | 06:05 | 2      |
| 4.  | Club Hielo Jaca                 | 3  | 0 | 0 | 3 | 00:22 | 0      |

### Dritte Runde
Die dritte Runde des Continental Cups fand vom 18. bis 20. November 2005 im slowenischen Jesenice statt. Neben dem Gastgeber nahmen die drei Sieger der zweiten Runde am Turnier teil.

#### Gruppe F
In der Vorschlussrunde trafen die drei Qualifikanten der vorangegangenen Runde auf den Gastgeber HK Acroni Jesenice. Am ersten Turniertag besiegte der HK Riga 2000 den HK Junost Minsk und Jesenice konnte die Brûleurs de Loups de Grenoble deutlich schlagen. Durch einen 4:3-Sieg bei einer gleichzeitigen Niederlage der Gastgeber am zweiten Tag setzte sich Riga allein an die erste Tabellenposition. Daher benötigte Jesenice im abschließenden Duell gegen Riga einen Sieg, um doch noch das Super Final zu erreichen. Riga gewann allerdings auch diese Partie und sicherte sich somit souverän den verbleibenden freien Platz. Hinter Riga konnte sich Junost Minsk auf dem zweiten Rang platzieren.
Insgesamt besuchten 8.100 Zuschauer die sechs Turnierspiele.
| 18. November 2005 15:30 Uhr | HK Riga 2000               | 2:1 (1:0, 1:0, 0:1) | HK Junost Minsk            | Dvorana Podmežakla, Jesenice Zuschauer: 500   |
| 18. November 2005 19:00 Uhr | HK Acroni Jesenice         | 6:2 (2:0, 4:1, 0:1) | Brûl. de Loups de Grenoble | Dvorana Podmežakla, Jesenice Zuschauer: 2.000 |
| 19. November 2005 15:30 Uhr | HK Acroni Jesenice         | 1:2 (0:2, 1:0, 0:0) | HK Junost Minsk            | Dvorana Podmežakla, Jesenice Zuschauer: 1.600 |
| 19. November 2005 19:00 Uhr | Brûl. de Loups de Grenoble | 3:4 (1:1, 0:1, 2:2) | HK Riga 2000               | Dvorana Podmežakla, Jesenice Zuschauer: 300   |
| 20. November 2005 15:30 Uhr | Brûl. de Loups de Grenoble | 1:8 (0:3, 1:5, 0:0) | HK Junost Minsk            | Dvorana Podmežakla, Jesenice Zuschauer: 300   |
| 20. November 2005           | HK Acroni Jesenice         | 1:2 (0:0, 0:2, 1:0) | HK Riga 2000               | Dvorana Podmežakla, Jesenice Zuschauer: 3.400 |

| Pl. |                               | Sp | S | U | N | Tore  | Punkte |
| 1.  | HK Riga 2000                  | 3  | 3 | 0 | 0 | 08:05 | 6      |
| 2.  | HK Junost Minsk               | 3  | 2 | 0 | 1 | 11:04 | 4      |
| 3.  | HK Acroni Jesenice            | 3  | 1 | 0 | 2 | 08:06 | 2      |
| 4.  | Brûleurs de Loups de Grenoble | 3  | 0 | 0 | 3 | 06:18 | 0      |

## Super Final
Das Super Final fand vom 13. bis 15. Januar 2006 im ungarischen Székesfehérvár statt. Gesetzt waren Alba Volán Székesfehérvár als Gastgeber, der Schweizer Teilnehmer ZSC Lions Zürich sowie der HK Lada Toljatti aus Russland. Toljatti hatte mit dem Gewinn des Europapokals in der Spielzeit 1996/97 seinen größten internationalen Erfolg gefeiert, während Zürich in den Jahren 2001 und 2002 den Continental Cup gewonnen hatte. Zusätzlich war der Sieger der dritten Runde, der lettische Meister HK Riga 2000, qualifiziert.
Am ersten Turniertag besiegten die ZSC Lions Zürich den Gastgeber Alba Volán Székesfehérvár mit 3:2 und der Favorit HK Lada Toljatti stoppte die Siegesserie des HK Riga 2000 mit einem 4:1-Sieg. Auch die zweite Begegnung gegen Székesfehérvár konnte Toljatti knapp gewinnen, während Zürich sich den lettischen Hauptstädtern geschlagen geben musste und somit Hoffnungen auf den dritten Gewinn des Continental Cups fast begraben konnte. Somit standen die Russen bereits vor dem letzten Spieltag mit zwei Punkten Vorsprung allein an der Tabellenspitze. Durch einen deutlichen 7:2-Sieg im vorletzten Turnierspiel erhöhte Riga den Druck auf Toljatti noch einmal, die somit zumindest einen Punkt benötigten, um nicht vom direkten Vergleich der dann drei punktgleichen Mannschaften abhängig zu sein. Durch einen knappen 1:0-Sieg errang Lada Toljatti schließlich souverän den zweiten Europapokal der Vereinsgeschichte.
Insgesamt besuchten 14.310 Zuschauer die sechs Turnierspiele.

### Gruppe G
| 13. Januar 2006 17:00 Uhr | Alba Volán Székesfehérvár A. Rajz (14:49) T. Gröschl (38:52)                                     | 2:3 (1:1, 1:0, 0:2) Spielbericht (PDF; 17 kB) | ZSC Lions Zürich K. Lindemann (4:39) D. Steiner (46:05) M. Richard (48:04)                                                                                       | Eishalle, Székesfehérvár Zuschauer: 3.317 |
| 13. Januar 2006 20:30 Uhr | HK Riga 2000 T. Suursoo (52:24)                                                                  | 1:4 (0:4, 0:0, 1:0) Spielbericht (PDF; 18 kB) | HK Lada Toljatti J. Ketow (7:47) S. Schmakin (11:49) A. Kryssanow (14:28) J. Ketow (15:50)                                                                       | Eishalle, Székesfehérvár Zuschauer: 1.700 |
| 14. Januar 2006 17:00 Uhr | HK Lada Toljatti A. Buturlin (16:45) A. Bumagin (29:02) D. Bodrow (41:53) A. Krutschinin (48:36) | 4:3 (1:1, 1:1, 2:1) Spielbericht (PDF; 19 kB) | Alba Volán Székesfehérvár M. Palovčík (11:54) G. Ocskay (38:53) T. Gröschl (46:43)                                                                               | Eishalle, Székesfehérvár Zuschauer: 3.389 |
| 14. Januar 2006 20:30 Uhr | ZSC Lions Zürich J. Alston (6:02) J. Alston (22:20) M. Karlberg (23:18) D. Steiner (41:18)       | 4:5 (1:2, 2:2, 1:1) Spielbericht (PDF; 19 kB) | HK Riga 2000 A. Ignatovičs (12:25) A. Ignatovičs (15:01) G. Pujacs (38:03) M. Cipulis (39:35) I. Bondarevs (52:15)                                               | Eishalle, Székesfehérvár Zuschauer: 1.438 |
| 15. Januar 2006 17:00 Uhr | Alba Volán Székesfehérvár M. Šťastný (17:01) O. Ennaffati (56:28)                                | 2:7 (1:3, 0:1, 1:3) Spielbericht (PDF; 19 kB) | HK Riga 2000 Ģ. Ankipāns (8:21) A. Hromčenkovs (10:32) M. Cipulis (14:45) I. Bondarevs (23:06) A. Ignatovičs (40:31) A. Hromčenkovs (43:12) K. Saulietis (52:00) | Eishalle, Székesfehérvár Zuschauer: 3.447 |
| 15. Januar 2006 20:30 Uhr | HK Lada Toljatti A. Kryssanow (59:48)                                                            | 1:0 (0:0, 0:0, 1:0) Spielbericht (PDF; 17 kB) | ZSC Lions Zürich | Eishalle, Székesfehérvár Zuschauer: 1.019 |

| Pl. |                           | Sp | S | U | N | Tore  | Punkte |
| 1.  | HK Lada Toljatti          | 3  | 3 | 0 | 0 | 09:04 | 6      |
| 2.  | HK Riga 2000              | 3  | 2 | 0 | 1 | 13:10 | 4      |
| 3.  | ZSC Lions Zürich          | 3  | 1 | 0 | 2 | 07:08 | 2      |
| 4.  | Alba Volán Székesfehérvár | 3  | 0 | 0 | 3 | 07:14 | 0      |

## Auszeichnungen
Spielertrophäen
| Auszeichnung         | Spieler               | Team             |
| -------------------- | --------------------- | ---------------- |
| Wertvollster Spieler | Jan Alston            | ZSC Lions Zürich |
| Bester Torhüter      | Mārtiņš Raitums       | HK Riga 2000     |
| Bester Verteidiger   | Severin Blindenbacher | ZSC Lions Zürich |
| Bester Stürmer       | Jewgeni Ketow         | HK Lada Toljatti |
| Topscorer            | Andrejs Ignatovičs    | HK Riga 2000     |

### Siegermannschaft
| IIHF-Continental-Cup-Sieger HK Lada Toljatti | Torhüter: Wassili Koschetschkin, Alexei Semjonow Verteidiger: Denis Bodrow, Michail Buturlin, Artur Garipow, Māris Jass, Alexei Jemelin, Marat Kalimulin, Andrei Krutschinin, Dmitri Worobjow, Pawel Woroschnin Angreifer: Denis Abdullin, Jewgeni Bodrow, Alexander Bumagin, Alexander Buturlin, Ilja Dokschin, Wadim Golubzow, Jewgeni Ketow, Anton Kryssanow, Andrij Michnow, Jakow Ratschinski, Stanislaw Schmakin Cheftrainer: Pjotr Worobjow Assistenztrainer: Waleri Schaposchnikow, Anatoli Jemelin |